# Eva Karlsson (kanotist)
Eva Karlsson, född 21 september 1961 i Karlskoga, svensk kanotist. Hon tog OS-silver i K4 500m 1984 tillsammans med Anna Olsson, Agneta Andersson och Susanne Wiberg.
Karlsson är Stor tjej nummer 81 på Svenska Kanotförbundets lista över mottagare för utmärkelsen Stor kanotist.